# Kulturdenkmäler der Sonderverwaltungszone Hongkong
Kulturdenkmäler der Sonderverwaltungszone Hongkong sind Strukturen, Orte oder Gebäude, welche unter dem Denkmalschutz der Hongkonger Altertumsbehörde (chinesisch 古物古蹟辦事處 / 古物古迹办事处, englisch Antiquities and Monuments Office, AMO, ehemals englisch Antiquities and Monuments Authority) stehen.
Gemäß der Hongkonger Denkmalverordnung (Antiquities and Monuments Ordinance) kann die Altertumsbehörde, in Abstimmung mit dem Beratungsausschuss und Bestätigung des amtierenden Regierungschefs, über eine Mitteilung im Amtsblatt eine Struktur, Gebäude oder einen Ort zu einem Kulturdenkmal erklären. Derzeit (Stand Mai 2022) befinden sich 132 erklärte Kulturdenkmäler in Hongkong, welche von archäologische Funde aus der Jungsteinzeit über jahrhundertealten chinesischen Strukturen der Han-, Song-, Ming- und Qing-Zeit bis hin zu kolonialen Gebäuden des 19. Jahrhunderts reichen.